# 地獄の警備員
『地獄の警備員』（じごくのけいびいん、The Guard from Underground）は、1992年の日本のスリラー映画。2021年にデジタルリマスター版が公開された。

## あらすじ
成島秋子（久野真紀子）はバブル期で急成長中の商社に就職し、絵画取引部門で働き始める。同じ日に入社した警備員の富士丸（松重豊）は、元力士だった。彼は過去に殺人を犯したのだが、精神鑑定の結果、無罪となっている。ここでも富士丸は周囲の人間を次から次へと殺害していく。やがて、残業のために会社に残っていた成島秋子は、富士丸と対決することになる。

## キャスト
- 成島秋子 - 久野真紀子
- 富士丸 - 松重豊
- 兵藤哲朗 - 長谷川初範
- 吉岡実 - 諏訪太朗
- 野々村敬 - 緒形幹太
- 高田花枝 - 由良宣子
- 久留米浩一 - 大杉漣
- 間宮 - 田辺博之
- 白井 - 内藤剛志
- 電気工事の作業員 - 大寶智子
- タクシー運転手 - 下元史朗
- 兵藤の妻 - 洞口依子
- 兵藤の息子 - 青木敬
- 刑事 - 岡村洋一
- エレベーターの会社員 - 加藤賢崇

## 評価
青山真治は「ここ数年のうちに作られた最も真摯な日本映画」として本作を評価した。また、『Midnight Eye』のNicholas Ruckaは「低予算と最小限の人員でありながら、最大の創造力を発揮している」と述べた。